# Apollo–11 holdkőzetminta-bemutató állványok

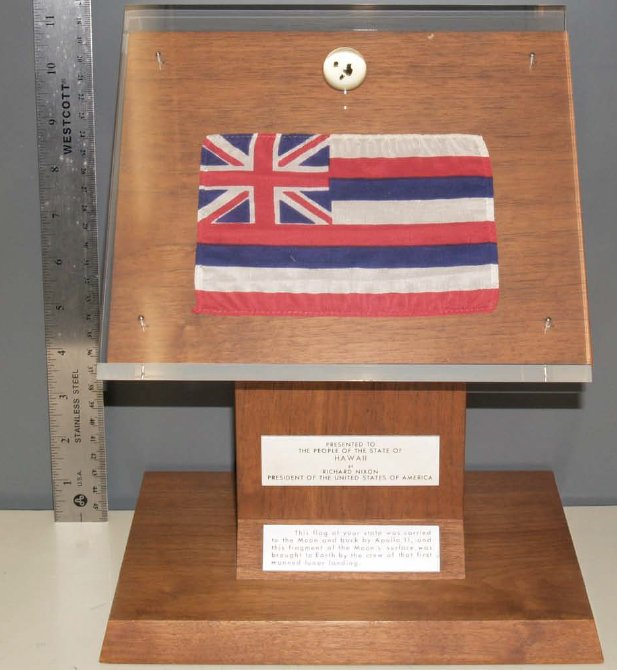
A Hawaii állam számára átadott bemutató állvány (mellette egy 30 cm-es fémvonalzó mutatja az eszköz méretarányait)

Az Apollo–11 holdkőzetminta bemutató állványok olyan kiállítási állványok, amelyet az Egyesült Államok a NASA-n keresztül adományozott számos országnak, hogy a fogadó országok bemutathassák a nagyközönségnek az Apollo–11 által először hazahozott holdi anyagokat. A pódium jellegű állványokon elhelyeztek egy kis akril gömböt, amely négy darab, rizsszem méretű holdpor, vagy holdkőzet darabot tartalmazott, valamint felszereltek rá két fémtáblát is, írott üzenettel. A bemutató állványokat a Nixon-kormányzat adományozta a világ 135 országának ajándékként.

## Története
1969 júliusában, az Apollo–11 sikerrel végrehajtott első Holdra szállását követően az Egyesült Államok volt a világ első országa, amelynek nagy mennyiségű holdi anyag került a birtokába. Hangsúlyozandó az expedíció tisztán tudományos és békés célját, Nixon elnök úgy döntött, hogy valamilyen módon meg kell osztani a világgal ezt a kincset (és persze propagandacéllal, az amerikai elsőséget hirdetve) a világ minél több országába el kell juttatni a a holdkőzetekből. 1969 novemberében tehát az elnök felkérte a NASA-t, hogy az ügynökség készíttessen 250 bemutató állványt, a világ 135 országa, valamint az USA mind az 50 tagállama, illetve az ENSZ számára, akik majd fogadják ezeket az állványokat. A NASA elkészíttette ezeket a bemutató állványokat, amelyeket aztán Nixon ajándékként, a jóakarat jeléül átadta a fogadó országok számára 1970 során.

## Kialakítása
A bemutató állványok egységesen egy kis szónoki emelvényt formáztak, 27,5 cm-es magassággal és 22,5 cm-es szélességükkel. A lényegi elem, a pódium legfelsőbb részében levő kis akril gömb volt, amelynek belsejében minden egyes állvány esetében 4 db kisebb holdpor szemcsét, vagy holdkőzet darabot helyeztek el. A holdkőzet-minták nagyjából kisebb rizsszem nagyságúak voltak és össztömegük kb. 50 mg-ra rúgott. Az akril gömb kialakításánál fogva egyfajta nagyítólencseként is szolgált a szemlélő számára. Az állvány egy lábból és egy kb. 22,5 cm-es oldalú négyzet formájú lapból állt, amelyen helyezték el az akrilgömböt a holdi anyaggal, illetve elhelyezték még rajta a fogadó ország, vagy állam zászlaját is.
Mindegyik állványon elhelyeztek egy fémplakettet is, amelyre azt a szöveget vésték, hogy a holdkőzetet az Egyesült Államok elnöke, Richard Nixon ajándékaként kapja az illető ország népe. Egy másik plakett pedig további magyarázó szöveget is hordozott, miszerint: a holdkőzet az Apollo–11 expedíció által gyűjtött holdi anyagból származik, illetve, hogy az állványon elhelyezett zászló szintén megjárta a Holdat. A feliratoknál ügyeltek arra, hogy a fogadó ország, vagy állam milyen államformában működik és így az „ország”, „állam”, vagy „királyság” szavak váltakoztak bennük. Venezuela zászlajával kisebb incidens történt, mivel kiderült, hogy az egy véletlen folytán nem járt az Apollo–11-gyel a Holdon. Így az Apollo–12 expedíció vitt magával egy venezuelai zászlót a Viharok Tengerére, majd az állvány plakettjének szövegét is úgy módosították – „a zászló eljutott a Holdra és vissza” –, hogy a szöveg ne említse, melyik repülésen történt.
Az állványon elhelyezett két plakett hivatalos szövege a következő volt:
„Kalifornia népének adományozta Richard Nixon, az Amerikai Egyesült Államok elnöke”
„Az Önök államának ezen zászlaját az Apollo–11 szállította a Holdra és vissza és a Hold felszínének ezen apró darabjait is ezen első holdi leszállás legénysége hozta a Földre”
Az állványokat végül mind a 135 címzett ország, illetve amerikai állam, mind pedig az ENSZ köszönettel átvette és fogadta az ajándékot.

## Tulajdonjog
A bemutató állványok átadásának pillanatától kezdve azok tulajdonjoga átszállt a fogadó országra és ettől kezdve a NASA sem követte tovább az így átadott holdkőzeteknek, mint ahogy tette azt minden más, kutatási, vagy egyéb célra átadott holdi anyag tekintetében (a NASA-nak külön nyilvántartása volt minden egyes holdkőzet további sorsáról, kivéve az Apollo–11-éhez hasonló, később az Apollo–17 mintáiból készült hasonló bemutató állványokon elhelyezett anyagokhoz). A NASA ezen bemutató állványokba foglalt anyagok kiadását követően nem adott át senkinek további holdi mintákból származó holdkőzetet, vagy holdport külföldre. Az Apollo–11 holdmintáira átadásuktól kezdődően a fogadó ország, vagy állam ajándékozási rendelkezései vonatkoznak, azzal a kitétellel, hogy az USA tagállamai számára juttatott ajándék nem adható tovább privát tulajdonba, csak kifejezett írásos engedély, vagy más törvényi szabályozás kivételével.

## Fogadó országok
A Nixon elnök elnöksége ideje alatt megajándékozott országok a következők voltak Afganisztán, Albánia, Algéria, Andorra, Argentína, Ausztria, Ausztrália, Barbados, Belgium, Bhután, Bolívia, Botswana, Brazília, Bulgária, Felső Volta, Burundi, Chile, Ciprus, Costa Rica, Csehszlovákia, Csád, Dahomey, Dominikai Köztársaság, Dánia, Dél-Korea, Dél-Afrika, Ecuador, Egyenlítői-Guinea, Egyesült Királyság, Egyiptom, Elefántcsontpart, Etiópia, Finnország, Franciaország, Fülöp-szigetek, Gabon, Gambia, Ghána, Guatemala, Guinea, Guyana, Görögország, Haiti, Hollandia, Honduras, India, Indonézia, Irak, Irán, Izland, Izrael,Írország, Jamaica, Japán, Jemen, Dél-Jemen, Jordánia, Jugoszlávia, Kambodzsa, Kamerun, Kanada, Kenya, Kolumbia, Zaire, Kongói Köztársaság, Kuba, Kuvait, Kína, Közép-afrikai Köztársaság, Laosz, Lengyelország, Lesotho, Libanon, Libéria, Liechtenstein, Luxemburg, Líbia, Madagaszkár, Magyarország, Malajzia, Malawi, Maldív-szigetek, Mali, Marokkó, Mauritius, Mauritánia, Mexikó, Burma, Monaco, Mongólia, Muscat és Omán, Málta, Nauru, Nepál, Nicaragua, Niger, Nigéria, Norvégia, Németország, Olaszország, Pakisztán, Panama, Paraguay, Peru, Portugália, Románia, Ruanda, El Salvador, San Marino, Sierra Leone, Spanyolország, Ceylon (Sri Lanka), Svájc, Svédország, Nyugat-Szamoa, Szaúd-Arábia, Szenegál, Szingapúr, Szomália, Szovjetunió, Szudán, Szváziföld, Szíria, Tajvan, Tanzánia, Thaiföld, Togo, Trinidad és Tobago, Tunézia, Törökország, Uganda, Uruguay, Vatikán, Venezuela, Vietnám,  Új-Zéland és Zambia.
A Magyarországnak ajándékozott bemutató állvány a Magyar Természettudományi Múzeumban látható.

## Fordítás
Ez a szócikk részben vagy egészben  az   Apollo 11 lunar sample display című angol Wikipédia-szócikk ezen változatának fordításán alapul.  Az eredeti cikk szerkesztőit annak laptörténete sorolja fel. Ez a jelzés csupán a megfogalmazás eredetét és a szerzői jogokat jelzi, nem szolgál a cikkben szereplő információk forrásmegjelöléseként.